# Vincenzo Tusa
Vincenzo Tusa (* 7. Dezember 1920 in Mistretta; † 5. März 2009 in Palermo) war ein italienischer Klassischer Archäologe. Besonders bei der Erforschung des antiken Selinunt und der Untersuchung des Tempels von Segesta hat sich Tusa einen Namen gemacht.

## Leben
Vincenzo Tusa besuchte die Schule in Mistretta und studierte an der Universität Catania, wo er 1944 seinen Abschluss in lettere erwarb und wurde anschließend Assistent am Lehrstuhl für Archäologie von Guido Libertini. 1947 wurde ihm die Leitung von Ausgrabungen in Bologna und zwei Jahre später für eine ähnliche Aufgabe in Palermo übertragen. 1963 übernahm er das Amt des Soprintendente an der Soprintendenza für das kulturelle Erbe Westsiziliens (Provinz Trapani). Von 1964 bis 1991 war er auch Professor für Antichità puniche an der Universität Palermo; ferner war er Promotor der Zeitschrift Sicilia Archeologica. Tusa hat innerhalb von 20 Jahren, also bis 1985, wesentlich dazu beigetragen, in Selinunt einen archäologischen Park mit einer Fläche von 270 Hektar zu schaffen. Die archäologische Zone Cave di Cusa wurde von der Region Sizilien nach Vincenzo Tusa benannt. Wegen der Bedeutung der archäologischen Stätten für die Gemeinden, auf deren Gebiet sie liegen, wurde Tusa  von Castelvetrano und Campobello di Mazara zum Ehrenbürger ernannt. 
Seit 1984  korrespondierendes Mitglied der Accademia dei Lincei, wurde er 1996  socio nazionale.
Vincenzo Tusa hat einen Sohn, Sebastiano Tusa (1952–2019), der als Leiter der Soprintendenza für Meeresarchäologie der Region Sizilien tätig war.